# David Babunski
David Babunski (in macedone Давид Бабунски?; Skopje, 1º marzo 1994) è un calciatore macedone, centrocampista del Dundee Utd e della nazionale macedone.

## Biografia
Suo padre Boban è un ex calciatore professionista - rappresentò la nazionale jugoslava e quella macedone - e allenatore. Ha un fratello minore, Dorian, anch'esso calciatore.

## Caratteristiche tecniche
Babunski è un trequartista mancino, in grado di agire sia da regista che da esterno, dotato tecnicamente, preciso nel servire la sfera ai compagni e in possesso di una discreta visione di gioco.

## Carriera

### Club
Muove i suoi primi passi nella cantera del Barcellona. Il 28 gennaio 2016 passa a parametro zero alla Stella Rossa, firmando un contratto valido fino al 2018. Il 25 agosto esordisce nelle competizioni europee contro il Sassuolo, incontro preliminare valido per l'accesso alla fase finale di Europa League, subentrando al 35' della ripresa al posto di Pablo Mouche.
Il 30 gennaio 2017 si trasferisce in Giappone, accordandosi con lo Yokohama F·Marinos. Il 2 marzo 2020 torna in Europa, firmando un contratto di un anno e mezzo con il Botoșani, in Romania. L'11 gennaio 2021 viene ingaggiato dal Viitorul Costanza. L'8 luglio 2021 firma un biennale con il Debrecen, nella massima serie ungherese.

### Nazionale
Esordisce in nazionale il 14 agosto 2013 contro la Bulgaria in amichevole, subentrando al 59' al posto di Goran Pandev.

## Statistiche

### Presenze e reti nei club
Statistiche aggiornate al 17 maggio 2025.
| Stagione                | Squadra                 | Campionato              | Campionato | Campionato | Coppe nazionali | Coppe nazionali | Coppe nazionali | Coppe continentali | Coppe continentali | Coppe continentali | Altre coppe | Altre coppe | Altre coppe | Totale | Totale |
| Stagione                | Squadra                 | Comp                    | Pres       | Reti       | Comp            | Pres            | Reti            | Comp               | Pres               | Reti               | Comp        | Pres        | Reti        | Pres   | Reti   |
| ----------------------- | ----------------------- | ----------------------- | ---------- | ---------- | --------------- | --------------- | --------------- | ------------------ | ------------------ | ------------------ | ----------- | ----------- | ----------- | ------ | ------ |
| 2013-2014               | Barcellona B            | SD                      | 19         | 1          | -               | -               | -               | -                  | -                  | -                  | -           | -           | -           | 19     | 1      |
| 2014-2015               | Barcellona B            | SD                      | 16         | 0          | -               | -               | -               | -                  | -                  | -                  | -           | -           | -           | 16     | 0      |
| 2015-gen. 2016          | Barcellona B            | SDB                     | 13         | 0          | -               | -               | -               | -                  | -                  | -                  | -           | -           | -           | 13     | 0      |
| Totale Barcellona B     | Totale Barcellona B     | Totale Barcellona B     | 48         | 1          |                 | -               | -               |                    | -                  | -                  |             | -           | -           | 48     | 1      |
| gen.-giu. 2016          | Stella Rossa            | SL                      | 6          | 0          | CS              | -               | -               | UEL                | -                  | -                  | -           | -           | -           | 6      | 0      |
| 2016-gen. 2017          | Stella Rossa            | SL                      | 5          | 0          | CS              | 1               | 0               | UCL+UEL            | 0+1                | 0                  | -           | -           | -           | 7      | 0      |
| Totale Stella Rossa     | Totale Stella Rossa     | Totale Stella Rossa     | 11         | 0          |                 | 1               | 0               |                    | 1                  | 0                  |             | -           | -           | 13     | 0      |
| 2017                    | Yokohama M.             | J1                      | 20         | 3          | CG+CdL          | 4+3             | 0               | -                  | -                  | -                  | -           | -           | -           | 27     | 3      |
| gen.-ago. 2018          | Yokohama M.             | J1                      | 5          | 0          | CG+CdL          | 1+5             | 0               | -                  | -                  | -                  | -           | -           | -           | 11     | 0      |
| Totale Yokohama M.      | Totale Yokohama M.      | Totale Yokohama M.      | 25         | 3          |                 | 13              | 0               |                    | -                  | -                  |             | -           | -           | 38     | 3      |
| 2018                    | Omiya Ardija            | J2                      | 6          | 0          | CG+CdL          | -               | -               | -                  | -                  | -                  | -           | -           | -           | 6      | 0      |
| 2019                    | Omiya Ardija            | J2                      | 27+1       | 4          | CG+CdL          | 2+0             | 0               | -                  | -                  | -                  | -           | -           | -           | 30     | 4      |
| Totale Omiya Ardija     | Totale Omiya Ardija     | Totale Omiya Ardija     | 33+1       | 4          |                 | 2               | 0               |                    | -                  | -                  |             | -           | -           | 36     | 4      |
| mar.-giu. 2020          | Botoșani                | L1                      | 0+7        | 0          | CR              | -               | -               | -                  | -                  | -                  | -           | -           | -           | 7      | 0      |
| 2020-gen. 2021          | Botoșani                | L1                      | 7          | 0          | CR              | 1               | 0               | UEL                | 1                  | 0                  | -           | -           | -           | 9      | 0      |
| Totale Botoșani         | Totale Botoșani         | Totale Botoșani         | 7+7        | 0          |                 | 1               | 0               |                    | 1                  | 0                  |             | -           | -           | 16     | 0      |
| gen.-giu. 2021          | Viitorul Constanța      | L1                      | 9+4        | 0          | CR              | -               | -               | -                  | -                  | -                  | -           | -           | -           | 13     | 0      |
| 2021-2022               | Debrecen                | NB I                    | 24         | 1          | MK              | 2               | 0               | -                  | -                  | -                  | -           | -           | -           | 26     | 1      |
| 2022-2023               | Mezőkövesd-Zsóry        | NB I                    | 24         | 3          | MK              | 2               | 0               | -                  | -                  | -                  | -           | -           | -           | 26     | 3      |
| 2023-2024               | Mezőkövesd-Zsóry        | NB I                    | 20         | 0          | MK              | 1               | 0               | -                  | -                  | -                  | -           | -           | -           | 21     | 0      |
| Totale Mezőkövesd-Zsóry | Totale Mezőkövesd-Zsóry | Totale Mezőkövesd-Zsóry | 44         | 3          |                 | 3               | 0               |                    | -                  | -                  |             | -           | -           | 47     | 3      |
| 2024-2025               | Dundee Utd              | SP                      | 24         | 1          | SC+CdL          | 0+5             | 2               | -                  | -                  | -                  | -           | -           | -           | 29     | 3      |
| Totale carriera         | Totale carriera         | Totale carriera         | 237        | 13         |                 | 27              | 2               |                    | 2                  | 0                  |             | -           | -           | 266    | 15     |

### Cronologia presenze e reti in nazionale
| Cronologia completa delle presenze e delle reti in nazionale ― Macedonia | Cronologia completa delle presenze e delle reti in nazionale ― Macedonia | Cronologia completa delle presenze e delle reti in nazionale ― Macedonia | Cronologia completa delle presenze e delle reti in nazionale ― Macedonia | Cronologia completa delle presenze e delle reti in nazionale ― Macedonia | Cronologia completa delle presenze e delle reti in nazionale ― Macedonia | Cronologia completa delle presenze e delle reti in nazionale ― Macedonia | Cronologia completa delle presenze e delle reti in nazionale ― Macedonia |
| Data                                                                     | Città                                                                    | In casa                                                                  | Risultato                                                                | Ospiti                                                                   | Competizione                                                             | Reti                                                                     | Note                                                                     |
| ------------------------------------------------------------------------ | ------------------------------------------------------------------------ | ------------------------------------------------------------------------ | ------------------------------------------------------------------------ | ------------------------------------------------------------------------ | ------------------------------------------------------------------------ | ------------------------------------------------------------------------ | ------------------------------------------------------------------------ |
| 14-8-2013                                                                | Skopje                                                                   | Macedonia                                                                | 2 – 0                                                                    | Bulgaria                                                                 | Amichevole                                                               | -                                                                        | 59’                                                                      |
| 11-10-2013                                                               | Cardiff                                                                  | Galles                                                                   | 1 – 0                                                                    | Macedonia                                                                | Qual. Mondiali 2014                                                      | -                                                                        | 42’                                                                      |
| 15-10-2013                                                               | Jagodina                                                                 | Serbia                                                                   | 5 – 1                                                                    | Macedonia                                                                | Qual. Mondiali 2014                                                      | -                                                                        | 56’                                                                      |
| 26-5-2014                                                                | Kufstein                                                                 | Macedonia                                                                | 0 – 2                                                                    | Camerun                                                                  | Amichevole                                                               | -                                                                        | 57’                                                                      |
| 30-5-2014                                                                | Rieti                                                                    | Qatar                                                                    | 0 – 0                                                                    | Macedonia                                                                | Amichevole                                                               | -                                                                        | 78’                                                                      |
| 15-11-2014                                                               | Skopje                                                                   | Macedonia                                                                | 0 – 2                                                                    | Slovacchia                                                               | Qual. Euro 2016                                                          | -                                                                        | 74’                                                                      |
| 29-5-2016                                                                | Bad Erlach                                                               | Macedonia                                                                | 3 – 1                                                                    | Azerbaigian                                                              | Amichevole                                                               | -                                                                        | 60’                                                                      |
| 2-6-2016                                                                 | Skopje                                                                   | Macedonia                                                                | 1 – 3                                                                    | Iran                                                                     | Amichevole                                                               | -                                                                        | 46’                                                                      |
| 24-3-2017                                                                | Vaduz                                                                    | Liechtenstein                                                            | 0 – 2                                                                    | Macedonia                                                                | Qual. Mondiali 2018                                                      | -                                                                        | 78’                                                                      |
| 2-6-2022                                                                 | Sofia                                                                    | Bulgaria                                                                 | 1 – 1                                                                    | Macedonia del Nord                                                       | UEFA Nations League 2022-2023 - 1º turno                                 | -                                                                        | 46’                                                                      |
| 5-6-2022                                                                 | Gibilterra                                                               | Gibilterra                                                               | 0 – 2                                                                    | Macedonia del Nord                                                       | UEFA Nations League 2022-2023 - 1º turno                                 | -                                                                        | 65’ 80’                                                                  |
| 9-6-2022                                                                 | Skopje                                                                   | Macedonia del Nord                                                       | 0 – 3                                                                    | Georgia                                                                  | UEFA Nations League 2022-2023 - 1º turno                                 | -                                                                        | 71’ 82’                                                                  |
| 20-11-2022                                                               | Skopje                                                                   | Macedonia del Nord                                                       | 1 – 3                                                                    | Azerbaigian                                                              | Amichevole                                                               | -                                                                        | 56’                                                                      |
| 27-3-2023                                                                | Skopje                                                                   | Macedonia del Nord                                                       | 1 – 0                                                                    | Fær Øer                                                                  | Amichevole                                                               | -                                                                        | 69’                                                                      |
| 19-6-2023                                                                | Manchester                                                               | Inghilterra                                                              | 7 – 0                                                                    | Macedonia del Nord                                                       | Qual. Euro 2024                                                          | -                                                                        | 67’                                                                      |
| 10-9-2024                                                                | Skopje                                                                   | Macedonia del Nord                                                       | 2 – 0                                                                    | Armenia                                                                  | UEFA Nations League 2024-2025 - 1º turno                                 | -                                                                        | 46’                                                                      |
| 10-10-2024                                                               | Riga                                                                     | Lettonia                                                                 | 0 – 3                                                                    | Macedonia del Nord                                                       | UEFA Nations League 2024-2025 - 1º turno                                 | -                                                                        | 65’                                                                      |
| 17-11-2024                                                               | Skopje                                                                   | Macedonia del Nord                                                       | 1 – 0                                                                    | Fær Øer                                                                  | UEFA Nations League 2024-2025 - 1º turno                                 | -                                                                        | 90+2’                                                                    |
| Totale                                                                   |                                                                          | Presenze                                                                 | 18                                                                       |                                                                          | Reti                                                                     | 0                                                                        |                                                                          |

## Palmarès

### Club

#### Competizioni nazionali
- Campionato serbo: 1

Stella Rossa: 2015-2016